# Tipula (Lunatipula) oreada
Tipula (Lunatipula) oreada is een tweevleugelige uit de familie langpootmuggen (Tipulidae). De soort komt voor in het Palearctisch gebied.